# Грудни капак
Грудни или торакални капак (ГК), лепршајући-нестабилни сегмент грудног зида је сегментални вишеструки прелом ребара (најмање два или више суседних ребара) у истим линијама (на два или више места), или када је стернум (грудна кост) одвојен. Настаје када је један сегмент грудног кавеза одвојен од остатка грудног зида, па се повређени део грудног коша (торакални капак) не помера заједно са остатком грудног коша када болесник покуша да удахне (због парадоксалног померања). Сегмент грудног зида који лепрша је неспособан да омогући плућну реекспанзију. Велики лепршајући сегмент захвата много већи део грудног зида и може се простирати паралелно или захватати и стернум. У таквим случајевима поремећај нормалне плућне механике може бити изузетно изражен да је неопходно применити механичку вентилацију.
Имајући у виду да је ова повреда опасна по живот, грудни капак има посебан клинички значај у току ургентног збрињавања, јер доводи до поремећаја вентилације плућа, са пратећом хипоксемијом.

## Епидемиологија
Америчко удружење за хирургију трауме даје статистику о трауми за САД. по којој 1% америчке популације годишње ће доживети значајан трауматски догађај. Траума грудног коша јавља се у 20% великих траума и одговорна је за 25% трауматских смрти.
Грудни или торакални капак (ГК)  јавља се у око 7% траума грудног коша. Пацијенти са ГК обично захтевају хоспитализацију. 
Грудни или торакални капак јавља се изоловано у мање од 40% случајева. Чешће је праћена плућним контузијама, хемо/пнеумотораксом, повредом главе, а повремено и великим васкуларним повредама. 
Смртност пацијената са грудним или торакалним капком  креће се од 10% до 20%, али је често последица пратеће повреде, а не само повреде грудног коша. Морбидитет је висок због дугог и компликованог боравка у болници и опоравка.

## Етиологија
Пошто је ово трауматски поремећај, фактори ризика за ГК грудног коша укључују факторе ризика за велику трауму. Мушки пол и интоксикација су независни фактори ризика. Судари моторних возила узрок су 75% већих траума које резултују ГК грудног коша. Падови посебно код старијих изазивају још 15% ГК.
Одређени трауматски догађаји као што су директни ударци у груди имају већу вероватноћу да изазову два прелома на датом ребру. Повреде од превртања и пригњечења чешће ломе ребра само у једној тачки и стога не изазивају,   често ГК.
У детињству метаболичка болест костију и остеогенеза имперфекта предиспонирају ово стање. 
Старије особе су предиспониране за појаву ГК зато што имају физиолошко укоченост зида грудног коша због старости и због остеопорозе. Пошто је код старијих особа већа вероватноћа да имају већ постојећу болест плућа, они су такође у највећем ризику и од компликација на грудном кошу.

## Значај и последице
Значај
Главни значај постојећег лепршајућег сегмента је у
чињеници да он указује на постојање плућне контузије.
Значај грудног или торакалног капка огледа се у томе што је то тешка телесна повреда опасна по живот, која указује на постојање плућне контузије, која витално може угрозити повређену особу због тешког поремећаја вентилације плућа, парадоксалним дисањем, и последичном хипоксемијом.
Последице
Смртни исход, који од болесника са грудним капком настаје најпре због асоцираних повреда, мада може да настане и због неадекватне вентилаторске потпоре. Тако нпр. удружена повреда главе, шок, три или више удружених повреда, претходна тешка плућна болест, прелом осам и више ребара или старији болесници од 65 година живота, ако је праћена и грудним капком, повећава смртност за око 7% ако се болесник постави на вентилаторну потпору, док је без вентилаторне потпоре смрност код ових болесника пристутна и у 69% случајева.

## Дијагноза
Дијагноза грудног капка поставља се на основу историје болести, физикалног прегледа и сликовних (радиолошких) тестова.

### Физикални преглед
Контузије, огреботине или знаци повреде нанесене сигурносним појасом аутомобила су видљиви при инспекцији, а палпацијом изнад преломљених ребара се могу открити крепитације. Пацијент који је у сввесном стању жали на бол при палпацији грудног зида или при респирацији.
Грудни капак се идентификује као парадоксално кретање сегмента грудног зида - тј увлачење тог сегмента при инспирацији и његово кретање према споља при експирације. Ово се може боље утврдити и проценити палпацијом у односу на инспекцију.

### Радиолошки тестови
Радографија
Грудни, предње - задњи (АП) радиограм ће показати већину тежих повреда грудног зида, али не и све преломе ребара. Латерални или антериорни преломи ребара ће често бити превиђени на иницијалном (АП) радиограму. Пошто је третман преломљених ребара пре свега одређен њиховим клиничким значајем, а не бројем и положајем преломљених ребара, у овој фази посебна дијагностичка, радиолошка обрада у циљу тачне идентификације свих прелома није никада индикована.
Код одраслих који су претрпели тупу трауму грудног коша, хемоторакс, пнеумоторакс или плућна контузија које се виде на грудном радиограми скоро увек ће бити удружене са преломима ребара, без обзира да ли су исти идентификовани клинички или радиографски.
Како су код деце ребра знатно еластичнија појава прелома ребара је знатно ређа, при чему треба имати у виду чињеницу да још увек може постојати тешка контузија структура грудног зида и плућа.
Компјутеризована томографија
Компјутеризована томографија пружа врло мало додатних информација и није индикована за иницијалну евалуацију повреда грудног зида.

## Терапија
Терапија лепршајућег грудног капка се састоји од стандардног третмана прелома ребара, третмана постојеће пратеће контузије плућа и других пратећих компликација и усмерене је првенствено ка заштити плућног паренхима и омогућавању адекватне оксигенације, вентилације и трахеобронхијалне тоалете.
Основни принципи терапије усмерени су и ка превенцији настанка пнеумоније која је најчешће компликација повреда грудног зида. Треба имати у виду и чињеницу да ће млађи пацијент који је у доброј физичкој кондицији лакше подносити прелом једног или два ребра уз примену аналгезије, за разлику од старијег пацијента са истом повредом код којег насталу повреду треба сматрати тежом, јер ће иста често довести до настанка пнеумоније и респираторне инсуфицијенције уколико се не спроведе правилна и одговарајућа терапија.

### Аналгезија
Адекватна аналгезија је главни део терапије прелома ребара. Ма колико је добро изведена имобилизације грудног коша у циљу смањења
покретљивости преломљених ребарних фрагмената, она ипак спречава покретљвост грудног зида, спречава адекватну инспирацију као и адекватно избацивање секрета.
За ову намену врло су корисни аналгетици произведени на бази опијата, али ако се користе као једини лек у циљу постизања адекватне аналгезије могу бити неопходне тако високе дозе које могу изазвати депресију респирације - посебно код старијих пацијената. У том циљу, код комуникативног болесника, неопходна је непрестана контрола примене опијатног аналгетика која се може остварити путем интравенске инфузије.
Додавање нестероидних антиинфламаторних лекова може омогућити адекватно уклањање бола, али они се неће применити све док се не искључе евентуално постојеће друге повреде (нпр. трауматске повреде мозга), а посебну опрезност захтева њихова примена код старијих пацијената. Адекватна аналгезија болесника са грудним капком обухвата читав низ мера као што су:
- Општа анестезија (укључујући и опијате) код јако тешких случајева.
- Континуирана епидурална инфузије, најбоља је аналгезија код тешких повреда грудног зида. Применом анестетичког средства овом методом обезбјеђује комплетну аналгезију и омогућава нормалну инспирацију и кашаљ без ризика од настанка респираторне депресије .

Епидурални катетер може бити постављен како у грудном тако и највишем - лумбалном делу .
- Блокада живаца. Код изолованог прелома једног или два ребра може бити довољна постериорна блокада међуребарних нерава новокаином (цервикална вагосимпатектомија или блокада на захваћеној страни по Вишњевском, анестезија у оклину прелома по Вишњевском, паравертебрална блокада).[20] Овакав блок нерава има ограничено дејство (4-24 часа) па након истека тог времена процедуру требати поновити.
- Примена анестетика клоз плеурални дрен. Када је већ постављен плеурални дрен неки аутори препоручују дас кроз њега уноси раствор локалног анестетика у плеуралну шупљин. Како је код ове метод неопходна велика количина анестетика, а ефекат је доста промењљив, јер се због постојања могућности брзе апсорпције преко плеуре могу јавити последице у виду токсичног деловања локалног анестетика.

### Оперативни третман
Оперативна фиксација преломљених ребара је расла и опадала током последњих пет деценија, тако да се све ређе користи. У неколико последњих година, неке студије су показале да код одређене групе пацијената може бити корисна рана оперативна фиксација прелома, која би болеснику омогућила раније скидање са механичке вентилације и на тај начин смањила могућност појаве акутних компликација и хроничног бола грудног зида.
Спољни фиксација и стабилизација ребара је била често код великих повреда зида грудног коша пре развоја трахеалне интубације и механичке вентилације. Фиксација ребара на грудном капку врши се спољним фиксатором у трајању од 2-3 недеље.
Остеосинтеза ивица (шивењем фрагмената ребара или металостеосинтеза плочицама са кратким вијцима, је друга метода која је све ређе у употреби.

### Интубација и вентилација
У једном броју случајева, што зависи од обима повреде, грудни капак је могуће лечити конзервативним начином, односно без примене вентилатора. Та метода је повољнија, јер искључује све нежељене ефекте вентилатора, али се при томе истовремено мора имати у виду да, се гасне анализе крви могу погоршати у наредних 24 до 48 часова, поготово ако болесник „штеди“ грудни кош и не удише довољно дубоко.
Индикације за постављање болесника на вентилатор су су удружене повреде главе, шок, три или више удружених повреда, претходна тешка плућна болест, прелом осам и више ребара или болесници старији од 65 година живота.
Режим вентилације за тешке болеснике подразумева једноставну вентилацију интермитетнтним позитивним притиском (Intermittent positive pressure ventilation–IPPV), осим када су присутна и поља ателектазе, када је пожељно болесника поставити на вентилацију позитивним завршним експираторним притиском (Positive end-expiratory pressure-PEEP), када је болесник довољно обезбољен (аналгезиран) претходном анестезијом, те може једним делом и сам да остварује минутни волумен вентилације.

### Остале мере
Остале мере лечења примењују се код настанка компликација након прелома ребара и могу бити:
Плеурална дренажа
Плеурална дренажа у циљу елиминација крви и ваздуха у случају појаве хемоторакса и/или пнеумоторакса. Плеурална дренажа
примењује се и код пацијената који су постављени на механичку вентилацију са позитивним притиском, због повишеног ризика за развој пнеумоторакса због лацерације плућног паренхима оштрим крајевима преломљених ребара. Многи аутори препоручују профилактично постављање плеуралног дрена код свих болесника код којих постоје преломи ребара, када су на механичкој вентилацији, што зависи од присуства других повреда, могућности одговарајућег мониторинга и опреме којим располаже здравствена установа, на пример:
| „ | ...код болесника са изолованом повредом грудног коша, континуираним кардиореспираторним мониторингом у једници интензивне неге, може бити само опсервирани без профилактичке плеуралне дренаже. Насупрот наведеном, код пацијента који је анестезиран због продуженог оперативног захвата провођење профилактичне плеуралне дренаже може бити много разумнији и одговарајући приступ, посебно у ситуацији када знаци тензионог пнеумоторакса могу бити замењени са знацима хеморагичног шока. | ” |

Превенција шока и инфекције

## Прогноза
Генерално, пацијенти којима није потребна механичка вентилација имају много бољу прогнозу од оних којима је она потребна. Међутим, нежељени ефекти су веома чести и доводе до високе стопе инвалидитета. Код неких пацијената бол може трајати месецима или чак годинама.

## Компликације
Грудни капак може довести до следећих компликација:
- јак бол

- деформација зида грудног коша

- диспнеја

- губитак издржљивости на вежбања